# منتخب بلجيكا تحت 20 سنة لكرة القدم
منتخب بلجيكا تحت 20 سنة لكرة القدم (بالفرنسية: Équipe de Belgique des moins de 20 ans de football)‏ هو ممثل بلجيكا الرسمي في المنافسات الدولية في كرة القدم في فئة كرة قدم تحت 20 سنة للرجال، يديريه الاتحاد الملكي البلجيكي لكرة القدم.